# Car courant d'air

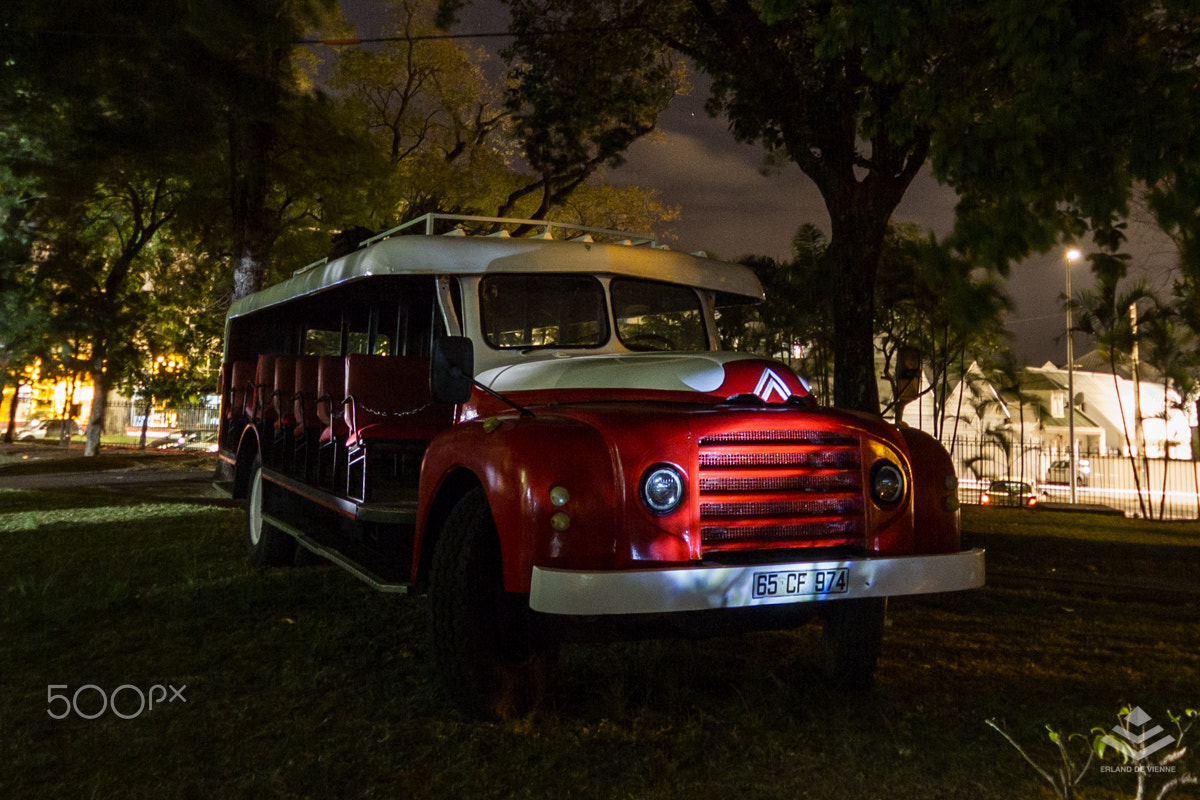
Un car « courant d'air » à la Réunion.

Un car courant d'air est un type d'autobus qui était autrefois utilisé sur l'île de La Réunion, aujourd'hui un département d'outre-mer français dans l'océan Indien. Afin d'éviter à la clientèle les désagréments dus aux longs voyages dans des véhicules fermés par forte chaleur, il était quant à lui complètement ouvert de chaque côté, ce qui exposait les passagers aux bourrasques de vent générées par la vitesse. Ce faisant, il était particulièrement dangereux, car les chutes d'un car en mouvement étaient aisées.